# 拉里·森斯托克
劳伦斯·詹姆斯·拉里·森斯托克（英語：Lawrence James "Larry" Sengstock，1960年3月4日—），出生于昆士兰州马里伯勒，澳大利亚前职业篮球运动员，曾担任澳大利亚篮协和NBL的首席执行官。